# فریدریش ویت
فریدریش یِرِمیاس ویت (به آلمانی: Friedrich Witt)، معروف به فریدریش ویت (۸ نوامبر ۱۷۷۰ – ۳ ژانویهٔ ۱۸۳۶)، آهنگساز و نوازندهٔ ویولنسل اهل آلمان بود. او دو اپرا به نام‌های پالما‏ (۱۸۰۴) و فیشِروایب ‏ (۱۸۰۶) تصنیف کرد.
معروفیت او احتمالاً بیشتر به دلیل سمفونی او در دو ماژور، معروف به سمفونی یِنا است که زمانی تصور می‌شد ازآنِ بتهوون باشد. نکتهٔ قابل توجه این است که فریدریش ویت و بتهوون در سال ۱۷۷۰ به دنیا آمدند. ویت، سمفونی یِنا را عمدتاً با الگوگیری از سمفونی شماره ۹۷ یوزف هایدن نوشت.